# Florent Piétrus
Florent Piétrus (Les Abymes, 7 de fevereiro de 1982) é um jogador profissional de basquetebol francês que atualmente joga no Sluc Nancy.
É o irmão mais velho de Mickael Pietrus.

## Títulos
- 3x Campeão Francês (Pau Orthez) - 2000-01, 2002-03 e 2003-04
- 2x Campeão da Copa da França (Pau Orthez) - 2002 e 2003
- Campeão da Liga ACB (Unicaja Málaga) - 2005-06
- Campeão da Copa do Rei (Unicaja Málaga) 2005
- Campeão da EuroCup (Valencia) 2009-10